# رودني ريد
رودني ريد (بالإنجليزية: Rodney Reid)‏ (30 يوليو 1939 بأبيا في ساموا - ) هو لاعب كريكت ولاعب كرة قدم نيوزلندي في مركز الهجوم. شارك مع منتخب نيوزيلندا لكرة القدم. أما مع النوادي، فقد لعب مع ميرامار رينجرز ‏ وSeatoun AFC ‏.